# Penicillaria richardsoni
Penicillaria richardsoni är en fjärilsart som beskrevs av Holloway 1979. Penicillaria richardsoni ingår i släktet Penicillaria och familjen nattflyn. Inga underarter finns listade i Catalogue of Life.